# Agaliarept
Agaliarept is een demon beschreven in Grimoirium Verum.
Agaliarept is volgens de Grimoirium Verum een van de twee demonen die direct in rang onder Lucifer staan. Hij is de generaal van de Hel en de commandant van het tweede legioen demonen, dit legioen heerst over Europa en Azië. Samen met Tarihimal is hij de heerser van Elelogap.

## Krachten
Agaliarept heeft de kracht om alle geheimen te ontrafelen en is extra goed in het veranderen van vriendschap en vertrouwen in vijandschap en wantrouwen.